# Крамниця світів
«Крамниця світів» - науково-фантастичне оповідання Роберта Шеклі, вперше опубліковане 1959 року в журналі «Playboy» під назвою «Світ його прагнень» (The World of Heart's Desire). Антиутопія з філософським підтекстом про спогади, про усвідомлення щастя людиною, яка все втратила через велику трагедію.

## Сюжет
Вейн потрапляє в крамницю світів, яка має вигляд убогої халупи, де зустрічається зі старим Томпкінсом. Томпкінс пояснює йому, що після оплати послуг він зробить Вейну ін'єкцію і за допомогою унікального обладнання звільнить душу Вейна від зв'язку з тілом і відправить її в один з нескінченних світів-імовірностей Землі. Душа Вейна зможе вибрати світ і оболонку собі до смаку, стати богом на зразок Вішну або вбивцею, відлюдником або магнатом і пробути в цій оболонці один рік (Томпсону поки не вдалося домогтися постійного ефекту). Однак Вейну доведеться віддати майже весь свій статок, і цей рік буде коштувати йому десять років життя через перенапруження нервової системи.
Вейн міркує над пропозицією Томпкінса, повертаючись додому. Він занурюється в сімейне життя звичайної людини з її клопотами і радощами, працює брокером на біржі. У нього дружина, син і дочка. У світі наростає напруженість, люди сповнені смутних страхів можливої війни. Він так і не знає, що відповісти Томпкінсу, поки не приходить до тями в його хатині, зізнаючись, що це була прекрасна подорож і він не шкодує, що прийшов у крамницю світів. На питання Томпкінса, який світ той вибрав, Вейн відповідає, що вибрав світ недавнього минулого. Вейн платить Томпкінсу всім своїм статком — парою чобіт, ножем, мотками дроту і декількома банками тушонки. Він виходить з хатини і бачить перед собою світ сучасності, понівечений ядерною війною. Визначаючи за лічильником Гейгера дезактивований прохід, він поспішає до притулку, щоб встигнути до вечірньої роздачі картоплі і не стати жертвою щурячих зграй.